# 朗布依埃区
朗布依埃区（法語：Arrondissement de Rambouillet）是法国法兰西岛大区伊夫林省所辖的一个区。总面积953平方公里，总人口229105，人口密度240人/平方公里（2017年）。主要城镇为朗布依埃。

## 辖区
朗布依埃区辖有83个市镇。